# Немет, Ласло
Ла́сло Не́мет (венг. Németh László; 18 апреля 1901, Бая-Маре — 3 марта 1975, Будапешт) — венгерский прозаик, драматург, публицист, критик.

## Биография
Родился в семье учителя. В 1925 получил медицинское образование и занялся стоматологической практикой. Зимой 1927 заболел туберкулезом и отправился в Италию на лечение, покончив с карьерой стоматолога.
Позже работал школьным врачом. В 1945—1948 преподавал историю венгерской литературы, математики и других предметов в гимназии в г. Ходмезёвашархей. В 1946 министр образования Венгрии предложил ему работу в качестве школьного инспектора.
Между 1939 и 1942 был заместителем редактора журнала «Kelet Népe» («Восточная Нация») Жигмонда Морица. Во время второй мировой войны перестал писать статьи для журналов. С приходом Красной Армии переехал в Бекеш.
В 1959 посетил СССР.
Умер от инсульта.

## Творчество
Печататься начал в 1925—1926 гг., быстро вошел в плеяду талантов, группировавшихся вокруг журнала «Нюгат». В декабре 1925 Немет получил первую премию на конкурсе в журнале «Нюгат» за роман «Horváthné meghal», («Госпожа Хорват умерла»). С 1926 до 1931 писал статьи и рецензии для журнала и вскоре стал одним из ведущих критиков. С 1927 он стал штатный сотрудник журнала «Нюгат».
В 1929 г. появляется его роман «Человеческая комедия». Но в начале 1930-х гг., порвав с «Нюгатом», Немет приходит к «народным писателям», которые стремились открыть нации глаза на истинное состояние венгерского крестьянства, видя в нём костяк, здоровое ядро нации.
Л. Немет, склонявшийся к социалистическим взглядам, но с национально-народнической окраской, начинает самостоятельно издавать, журнал «Тану» («Свидетель», 1932—1936), в котором развивает и оттачивает свои концепции. Взгляды его находят отражение в художественных произведениях — прежде всего, в романе «Вина́» (1937), «Траур» (1935), «Отвращение» (1947), «Эстер Эгетл» (1956), «Последняя попытка» (1969) и др.
Автор пьес «Сечени» (1942), «Галилей» (1953), «Смерть Ганди» (1963) и др.
Произведения Л. Немета отличаются острой психологической коллизией, где сильная личность, пытаясь отстоять себя в борьбе с обществом, оказывается раздавленной им. Лучшие стороны своего таланта Немету удалось наиболее эффективно раскрыть в романе «Милосердие» (1965).
Немет оставил огромное публицистическое наследие, посвященное проблемам педагогики, литературы, истории, особенно национальной, и т. д.

## Избранные произведения

### Романы
- Человеческая комедия (1929)
- Gyász / Траур (1935)
- Bűn / Вина́ (1937)
- Отвращение (1947)
- Эстер Эгетл (1956)
- Irgalom / Милосердие (1965)

### Драмы
- Bodnárné (1931)
- II. József
- VII. Gergely
- Villámfénynél (1936)
- Pusztuló magyarok (1936—1946)
- Papucshős (1938)
- Erzsébet-nap (1940-46)
- Széchenyi (1946)
- Eklézsia-megkövetés(1946)
- Husz János(1948)
- Galilei (1953)
- Az áruló (1954)
- Petőfi Mezőberényben(1954)
- Apáczai (1955)
- A két Bolyai (1961)
- Csapda
- Gandhi halála
- Nágy próféta (verses)
- Utazás(1961)
- Nagy család
- Harc a jólét ellen(1964)
- Szörnyeteg

### Эссе
- A minőség forradalma (1940)
- Készülődés (1941)
- Kisebbségben (1942)
- Sajkódi esték (1961)
- A kísérletező ember (1963)

## Награды

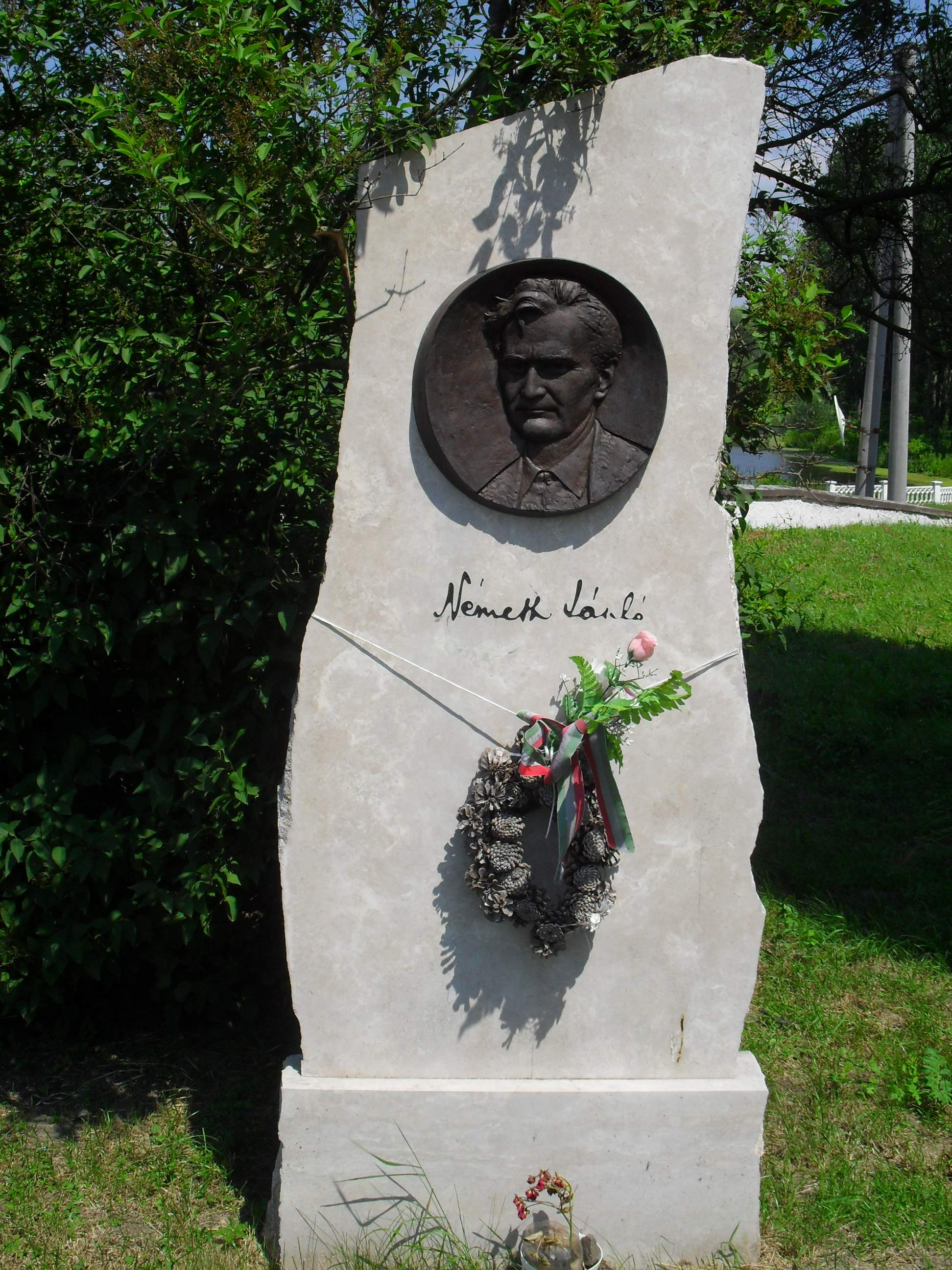
Памятник Ласло Немету в словацком селе Оборин

- орден «Знак Почёта» (01.03.1968) (СССР)
- Премия имени Баумгартена (1930)
- премия имени Аттилы Йожефа (1951)
- премия имени Лайоша Кошута (1957)
- премия Гердера (1965)

## Память
- в 2006 в Будапеште установлен памятник Ласло Немету
- в словацком селе Оборин установлен памятник
- учреждена литературная премия имени писателя Ласло Немета
- имя Немета присвоено нескольким гимназиям и школам Венгрии